# Lingua ket
La lingua ket (nome nativo: oстыганна ӄа’, ostyganna qa’; in russo кетский язык?, ketskij jazyk), un tempo erroneamente conosciuta come ostiaco dello Enisej (in russo енисейско-остяцкий?, enisejsko-ostjackij), è una lingua ienisseiana parlata in Russia, nella Siberia centrale.

## Distribuzione geografica
La lingua ket è parlata dalla piccola popolazione siberiana dei Ket (1225 persone nel 1926, 537 persone nel 1989). Secondo il censimento russo del 2010, l'idioma conta 210 locutori.

## Classificazione
La lingua ket appartiene alle lingue ienisseiane.
Il ket farebbe parte dell'ipotetica superfamiglia delle lingue dene-caucasiche, e pertanto potrebbe essere imparentato con il basco, le lingue caucasiche nordorientali, il burushaski, le lingue na-dene (quali il tlingit e il navaho).

## Storia
La più antiche osservazioni su questa lingua furono pubblicate da P. S. Pallas nel 1788 in un diario di viaggio (Путешествия по разным провинциям Русского Государства Putešestvija po raznym provinzijam Russkovo Gosudarstva). Nel 1858, M. A. Castrén pubblicò la prima grammatica e il primo dizionario (Versuch einer jenissei-ostjakischen und kottischen Sprachlehre), che includeva anche materiale sulla lingua kot. Durante il XIX secolo si pensava erroneamente che i Ket fossero la tribù Finno-ugrica dei Khat. A. Karger (successivamente incarcerato) nel 1934 pubblicò la prima grammatica (Кетский язык Ketskij jazyk), un'introduzione al ket (Букварь на кетском языке Bukvar' na ketskom jazyke), inoltre A. Kreinovi ha scritto un nuovo trattato apparso nel 1968.

E. Aleksejenko ha scritto un trattato storico-etnologico sui Ket (Кеты Kety, 1967).

## Grammatica
Nella struttura del verbo i prefissi prevalgono sui suffissi; il sistema nominale è basato sull'opposizione tra animato e inanimato e (nel primo caso) tra femminile e maschile; i toni sono fonologicamente rilevanti.

## Sistema di scrittura
La lingua ket è scritta in alfabeto cirillico.

## Esempi
La parola Ket significa "persona" (al plurale: Deng).